# Campionati mondiali di pattinaggio di figura 2020
I Campionati mondiali di pattinaggio di figura 2020 dovevano essere la 110ª edizione della competizione di pattinaggio di figura, valida per la stagione 2019-2020. Si sarebbero dovuti svolgere presso il Centre Bell di Montréal, in Canada, dal 16 al 22 marzo. L'11 marzo 2020 sono stati cancellati a causa della pandemia di COVID-19. A parte il periodo delle due guerre mondiali, l'ultima volta che i Campionati mondiali furono cancellati risale al 1961, data dello schianto del volo Sabena 548.

## Qualificazioni
Sono stati ammessi a partecipare gli atleti che hanno compiuto 15 anni entro il 1º luglio 2019. La competizione è aperta agli atleti di nazioni consociate all'ISU, che selezionano i partecipanti secondo i propri criteri, rispettando le regole ISU, per le quali gli atleti debbano aver conseguito il punteggio tecnico minimo richiesto ad un evento internazionale prima dei Campionati mondiali, al fine di essere ammessi a partecipare a questo evento.
Le medaglie sono assegnate nelle discipline del singolo maschile, singolo donne, coppie e danza su ghiaccio. L'evento determinerà il numero di partecipanti che ogni nazione potrà inviare ai Campionati mondiali 2021 di Stoccolma.

### Numero di partecipanti per discipline
In base ai risultati del Campionato mondiale 2019, ogni nazione membro dell'ISU può schierare da 1 a 3 partecipanti.
| Posti                                                            | Uomini                       | Donne                            | Coppie                                             | Danza                     |
| ---------------------------------------------------------------- | ---------------------------- | -------------------------------- | -------------------------------------------------- | ------------------------- |
| 3                                                                | Giappone Stati Uniti         | Giappone Kazakistan Russia       | Cina Russia                                        | Canada Russia Stati Uniti |
| 2                                                                | Cina Italia Rep. Ceca Russia | Canada Corea del Sud Stati Uniti | Austria Canada Francia Germania Italia Stati Uniti | Francia Italia            |
| I Paesi non in lista potranno far partecipare un solo candidato. |                              |                                  |                                                    |                           |

## Partecipanti
La lista completa dei partecipanti è stata pubblicata dall'International Skating Union il 26 febbraio 2020.
| Nazione       | Uomini                               | Donne                                               | Coppie | Danza su ghiaccio                                                                                             |
| ------------- | ------------------------------------ | --------------------------------------------------- | --- | --- |
| Armenia       | Slavik Hayrapetyan                   | Anastasia Galustyan                                 | | |
| Australia     | Brendan Kerry                        | Kailani Craine                                      | | Holly Harris / Jason Chan                                                                                     |
| Austria       | Maurizio Zandron                     | Olga Mikutina                                       | Miriam Ziegler / Severin Kiefer                                                                                  | |
| Azerbaigian   | Vladimir Litvintsev                  | Ekaterina Ryabova                                   | | |
| Bielorussia   |                                      | Viktorija Safonova                                  | | |
| Brasile       |                                      | Isadora Williams                                    | | |
| Bulgaria      | Larry Loupolover                     | Alexandra Feigin                                    | | Mina Zdravkova / Christopher Martin Davis                                                                     |
| Canada        | Nam Nguyen                           | Emily Bausback Alicia Pineault                      | Kirsten Moore-Towers / Michael Marinaro Evelyn Walsh / Trennt Michaud                                            | Carolane Soucisse / Shane Firus Piper Gilles / Paul Poirier Marjorie Lajoie / Zachary Lagha                   |
| Cina          | Jin Boyang                           | Chen Hongyi                                         | Peng Cheng / Jin Yang Sui Wenjing / Han Cong Tang Feiyao / Yang Yongchao                                         | Wang Shiyue / Liu Xinyu                                                                                       |
| Corea del Sud | Cha Jun-hwan                         | Kim Ye-lim You Young                                | | Yura Min / Daniel Eaton                                                                                       |
| Croazia       |                                      |                                                     | Lana Petranović / Antonio Souza-Kordeiru                                                                         | |
| Estonia       | Aleksandr Selevko                    | Eva-Lotta Kiibus                                    | | |
| Filippine     |                                      | Alisson Perticheto                                  | | |
| Finlandia     |                                      | Emmi Peltonen                                       | | Juulia Turkkila / Matthias Versluis                                                                           |
| Francia       | Kevin Aymoz                          | Maé-Bérénice Méité                                  | Cléo Hamon / Denys Strekalin Coline Keriven / Noël-Antoine Pierre                                                | Marie-Jade Lauriault / Romain Le Gac Gabriella Papadakis / Guillaume Cizeron                                  |
| Georgia       | Moris Qvitelashvili                  | Alina Urushadze                                     | | Maria Kazakova / Georgy Reviya                                                                                |
| Germania      | Paul Fentz                           | Nicole Schott                                       | Minerva Fabienne Hase / Nolan Seegert Annika Hocke / Robert Kunkel                                               | Katharina Müller / Tim Dieck                                                                                  |
| Giappone      | Yuzuru Hanyū Keiji Tanaka Shōma Uno  | Wakaba Higuchi Rika Kihira Satoko Miyahara          | Riku Miura / Ryūichi Kihara                                                                                      | Misato Komatsubara / Tim Koleto                                                                               |
| Gran Bretagna | Peter James Hallam                   | Natasha McKay                                       | Zoe Jones / Christopher Boyadji                                                                                  | Lilah Fear / Lewis Gibson                                                                                     |
| Hong Kong     |                                      | Yi Christy Leung                                    | | |
| Israele       | Alexei Bychenko                      |                                                     | Anna Vernikov / Evgeni Krasnopolski                                                                              | Shira Ichilov / Laurent Abecassis                                                                             |
| Italia        | Daniel Grassl Matteo Rizzo           | Alessia Tornaghi                                    | Nicole Della Monica / Matteo Guarise Rebecca Ghilardi / Filippo Ambrosini                                        | Charlène Guignard / Marco Fabbri Katrine Roy / Claudio Pietrantonio                                           |
| Kazakistan    |                                      |                                                     | | Maxine Weatherby / Temirlan Yerzhanov                                                                         |
| Lettonia      | Deniss Vasiļjevs                     | Angelīna Kučvaļska                                  | | Aurelija Ipolito / J.T. Michel                                                                                |
| Lituania      |                                      |                                                     | | Allison Reed / Saulius Ambrulevičius                                                                          |
| Malaysia      | Julian Zhi Jie Yee                   |                                                     | | |
| Paesi Bassi   |                                      | Niki Wories                                         | Daria Danilova / Michel Tsiba                                                                                    | |
| Polonia       |                                      | Ekaterina Kurakova                                  | | Natalia Kaliszek / Maksym Spodyriev                                                                           |
| Rep. Ceca     | Michal Březina                       | Eliška Březinová                                    | | Natálie Taschlerová / Filip Taschler                                                                          |
| Russia        | Dmitrij Aliev Artur Danieljan        | Alëna Kostornaja Anna Ščerbakova Aleksandra Trusova | Aleksandra Bojkova / Dmitrij Kozlovskij Dar'ja Pavljučenko / Denis Chodykin Evgenija Tarasova / Vladimir Morozov | Viktorija Sinicina / Nikita Kacalapov Aleksandra Stepanova / Ivan Bukin Tiffany Zahorski / Jonathan Guerreiro |
| Spagna        |                                      |                                                     | Laura Barquero / Tòn Cónsul                                                                                      | Olivia Smart / Adrián Díaz                                                                                    |
| Stati Uniti   | Jason Brown Nathan Chen Vincent Zhou | Mariah Bell Bradie Tennell                          | Ashley Cain-Gribble / Timothy LeDuc Jessica Calalang / Brian Johnson                                             | Madison Chock / Evan Bates Kaitlin Hawayek / Jean-Luc Baker Madison Hubbell / Zachary Donohue                 |
| Svezia        | Nikolaj Majorov                      | Matilda Algotsson                                   | | |
| Svizzera      | Lukas Britschgi                      | Alexia Paganini                                     | | Victoria Manni / Carlo Röthlisberger                                                                          |
| Turchia       | Burak Demirboğa                      |                                                     | | Nicole Kelly / Berk Akalın                                                                                    |
| Ucraina       | Ivan Šmuratko                        |                                                     | | Oleksandra Nazarova / Maksym Nikitin                                                                          |
| Ungheria      |                                      | Ivett Tóth                                          | Ioulia Chtchetinina / Márk Magyar                                                                                | Emily Monaghan / Ilias Fourati                                                                                |

### Atleti rimpiazzati
| Data             | Nazione     | Disciplina        | Iniziale                                     | Rimpiazzo                        |
| ---------------- | ----------- | ----------------- | -------------------------------------------- | -------------------------------- |
| 26 febbraio 2020 | Stati Uniti | Coppie            | Alexa Scimeca Knierim / Chris Knierim        | Jessica Calalang / Brian Johnson |
| 5 marzo 2020     | Svezia      | Donne             | Anita Östlund                                | Matilda Algotsson                |
| 6 marzo 2020     | Canada      | Danza su ghiaccio | Laurence Fournier Beaudry / Nikolaj Sørensen | Carolane Soucisse / Shane Firus  |
| 7 marzo 2020     | Finlandia   | Uomini            | Roman Galay                                  | Nessuno                          |
| 9 marzo 2020     | Bielorussia | Uomini            | Aleksandr Lebedev                            | Nessuno                          |